# Breskul
Der Breskul (ukrainisch Брескул, russisch Брескул) ist ein 1911 m hoher Berg in der Ukraine auf der Grenze der Oblast Iwano-Frankiwsk, Rajon Nadwirna und der Oblast Transkarpatien, Rajon Rachiw.

## Geographische Lage
Er ist einer der Berggipfel des Tschornohora-Massivs im Biosphärenreservat Karpaten zwischen den Bergen Howerla und Poschyschewska.
Die Spitze des Berges ist gewölbt. Der Nordhang („Breskul-Sporn“) ist von steilen Geröllhalden gekennzeichnet. An mehreren Stellen sind die Hänge durch Gletscherdynamik zerschnitten. Der Breskul ist überwiegend mit alpiner und subalpiner Vegetation wie Gräsern, Blumen und Sträuchern bedeckt.
An der südwestlichen Seite des Berges befindet sich der Breskul-See, einer der höchstgelegenen Seen in den ukrainischen Karpaten (1750 m über dem Meeresspiegel).